# El renacimiento
El renacimiento es el tercer álbum de estudio de la cantante mexicana Carla Morrison, publicado el 29 de abril de 2022. Este trabajo es el primero en 7 años, desde su álbum Amor supremo de 2015, que tuvo en 2017 una versión acústica. El lanzamiento del disco se anunció el 1 de marzo de 2022 mediante un video teaser que anunciaba el regreso musical de Carla. 
Este nuevo disco cuenta con 11 canciones originales, dando una duración total de 38 minutos con 36 segundos, a las cuales la cantante se ha referido como un «renacimiento, para mi mente y mi alma».

## Lista de canciones
| N.º | Título         | Duración |  |
| 1.  | «Hacia Dentro» | 3:51     |  |
| 2.  | «Diamantes»    | 3:17     |  |
| 3.  | «Una Foto»     | 2:36     |  |
| 4.  | «Te Perdí»     | 3:37     |  |
| 5.  | «Ansiedad»     | 3:46     |  |
| 6.  | «Soñar»        | 3:28     |  |
| 7.  | «No Me Llames» | 2:51     |  |
| 8.  | «Obra de Arte» | 3:10     |  |
| 9.  | «Divino»       | 3:54     |  |
| 10. | «Contigo»      | 3:57     |  |
| 11. | «Encontrarme»  | 4:41     |  |

## Historial de lanzamiento
| País   | Fecha               | Formato(s)            | Sello           | Ref.  |
| ------ | ------------------- | --------------------- | --------------- | ----- |
| México | 29 de abril de 2022 | CD + Descarga digital | Cosmica Artists | [ 3 ] |